# Dedicated Records
Dedicated Records  fue una compañía discográfica independiente británica fundada de 1983 y cesada en 1998 fundada por Doug D'Arcy quien fue empleado de la discográfica Chrysalis Records.
La discográfica se expecializa en el rock, indie rock, rock alternativo, y distintos géneros musicales del rock y la electrónica.
Desde su cese de la discográfica, la adquirieron los derechos de la discográfica: Arista Records y después Sony Music Entertainment.

## Algunos artistas de la discográfica
- Balloon
- Butterfly Child
- Chapterhouse
- Comet
- Cranes
- Global Communication
- Mulu
- Spiritualized